# 마르틴 루터의 신학

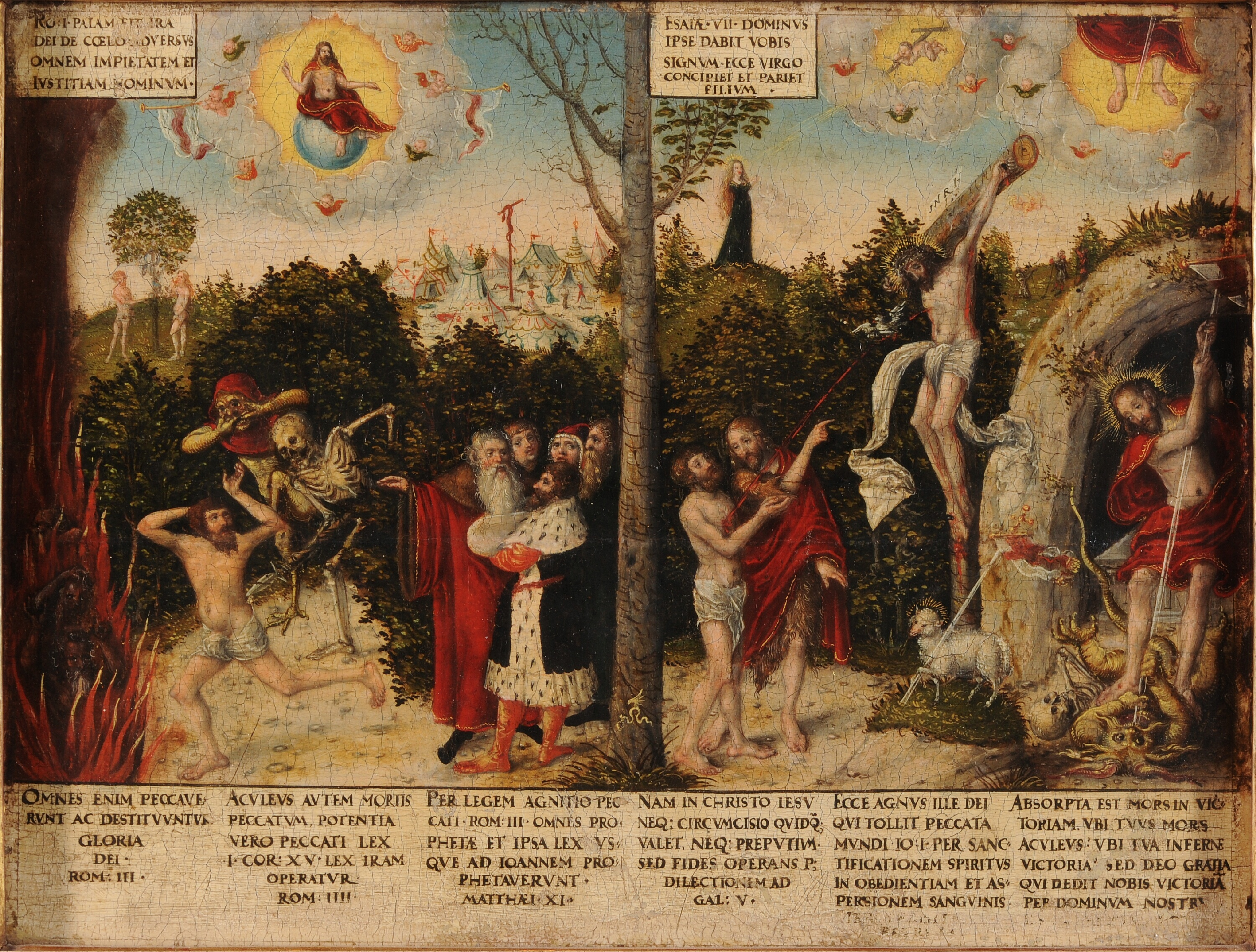
루카스 크라나흐가 그린 루터의 가르침, Lutherhaus

마르틴 루터의 신학(theology of Martin Luther)은 특별히 이신칭의, 율법과 복음의 관계(루터란에서 중요한 요소), 그리고 다양한 여러 신학적 개념들을 다루는 주제들과 개신교 종교개혁에 중요한 영향을 주었다. 비록 루터는 칼빈처럼 조직신학이나 토마스 아퀴나스 스타일의 신학대전을 쓰지 않았지만 그의 많은 사상들은 루터란 고백들 안에서 체계화되었다.

## 이신칭의
"우리가 칭의론이라고 부르는 하나의 굳센 바위는 모든 경건을 이해하는 기독교 교리 가운데서 가장 중요한 항목이다" 라고 루터는 주장했다.
루터란은 이 문제에 있어서 루터를 따른다. 루터란 전통에서 오직 그리스도를 오직 믿음을 통하여 오직 은혜로써 구원을 받는 교리는 다른 가르침들을 주도하는 실질적인 원리다.

## 하나님의 의 개념
김현배에 따르면, 로마서 1장 17절이 루터의 하나님의 의 개념을 이해하는 첫 시작으로 본다.
루터는 복음에 나타나 있는 하나님의 의가 무엇인가, 즉 칭의(Justification) 연구를 하게 되었다. 루터는 로마서, 갈라디아서, 시편 강의를 통하여 하나님의 의가 개념이 형벌인 아닌 긍휼과 용서를 주시는 하나님의 사랑과 은혜를 나타내고 있다는 사실을 알기 시작했다. 즉 하나님의 의는 하나님께서 우리에게 요구하시는(율법) 의가 아니라 하나님께서 성취하신 의요, 우리에게 선물로(은혜) 주시는 의요, 이 의는 하나님이 죄인을 향하여 베푸시는 선의요 호의를(복음) 의미한다는 것을 깨닫게 되었다. 그는 하나님의 의가 하나님의 은혜에 의해 수동적으로 주어진다는 사실을 깨달았고 복음의 의미를 알게 되었다. 이런 이해는 어거스틴의 은총론의 도움을 통하여 전격적으로 새로운 혁명적 통찰을 얻어내게 되었다.

## 율법과 복음

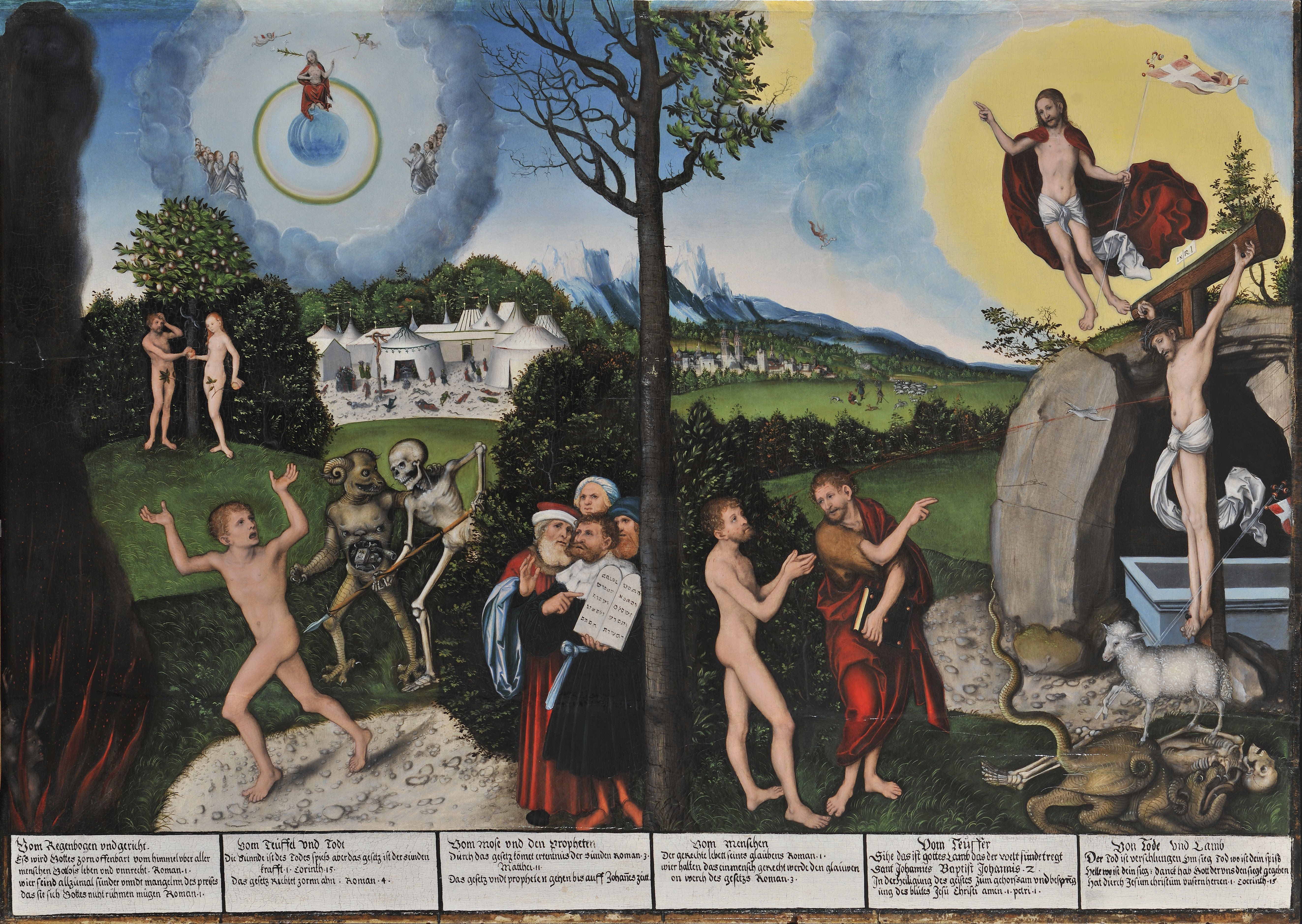
루카스 크라나흐의 율법과 복음

율법과 복음은 루터 신학의 중심적 사상이다. 율법과 복음의 철저한 구별은 루터신학에서 매우 중요한 신학의 핵심이며, 루터의 신학방법이며 해석방법이다. 루터는 이 해석원리가 성경 연구의 본질적인 출발점이며, 율법과 복음을 적절하게 구별하지 못하는 것이 근본적으로 신학적 실수의 뿌리라고 한다.
루터는 그의 유명한 갈라디아 주석 2장 14절에서 율법과 복음을 올바르게 구분할 수 있는 사람은 하나님께 감사하는 이성을 가지고 있으며 그 사람이야 말로 참된 기독교 신학자라고 말한다. 이런 분리가 없이는 기독교 교리는 불가능하다고 한다.(The person who can rightly divide Law and Gospel has reason to thank God. He is a true theologian, The right separation between Law and Gospel is very important to know. Christian doctrine is impossible without it. Let all who love and fear God, diligently learn the difference, not only in theory but also in practice. Martin Luther, Commentary on Galatians 2:14)
- 율법이란 하나님이 죄인에게 요구하는 것이며 순종하는 것이다. 공격적이다.
- 복음이란 하나님을 위하여 거져주시는 것이며 은혜이다. 수동적이다.[6]

## 성례와 은혜의 수단
루터(Martin Luther)는 말씀은 주님이 제정하시고 구원의 은총을 전달해 주는 방편이 되는 성례전을 절충해 주는 것이므로 말씀이 없는 성례전은 있을 수가 없다고 하였다.
루터는 1530년에 저술한 그의 논문 교회의 바벨론 포로 (The Babylonish Captivity of the Church)에서 로마교회의 성례전 제도와 신학적 과오를 지적하면서 로마교회가 범한 세가지 잘못을 논박하였다. 첫째는 평신도에게 떡만을 허락하고 포도주는 주지 않은 것이고, 둘째는 마술적인 화체설의 과오이며, 세째는 성례전을 희생의 반복으로 보고 있다는 점을 지적하였다. 그렇다고 해서 그가 과거 가톨릭의 전통을 모두 개혁하고자 한 것은 아니고, 다만 필요하지 않다고 생각되는 부분을 개정하고자 하였다. 예를 들어 성찬을 받기 전에 시행한 부분 중 불을 켜 놓는 것, 제복의 사용, 향을 피우는 것은 그대로 존속 시켰으며 이에 반해 성찬 예배에서 성별의 기도는 변화시켰으며, 화체론을 수정하여 공재론을 수립하였다. 루터는 초대교회에서 사용한 떡과 포도주를 나누어 주었고, 처음에는 매일 성찬식을 거행하라고 권했지만 매주일 시행하라고 권장하였다.
루터는 그리스도의 몸이 성찬 물질이 있는 곳에 현실로 임재한다는 공재설(Consubstantiation)을 주장한다. 즉 주님의 몸이 성찬 물질의 안에, 밑에, 함께 (in, under, along with) 계신다고 했는데, 이는 14세기에 있었던 오캄의 유명론에서부터 큰 영향을 받은 것이다. 루터는 믿는 성도들이 성찬에 참여함으로써 부활하셔서 살아 계신 그리스도를 접할 수 있도록 되는 것이며, 그런고로 그리스도의 영화된 몸의 임재를 믿었고, 공간 속에 연장된 몸 (body extended in apace)
이란 용어를 사용했다.
루터는 이것이 내 몸이다 라는 주님의 제정어에서 ...이다를 윤리적, 비유적으로 해석하여 그리스도의 희생의 반복과 화체교리를 거절했다. 루터의 성찬에 대한 견해는 여러번 변화가 있었다. 첫째는 1519년 성찬에 관한 교설 을 쓴 때이고, 둘째는 1520-1529년 교회의 바벨론 포로를 쓴 때(쯔빙글리와 말부룩 회담을 하기까지)이고, 세째는 말부룩 회담 이후이다.
첫째, 성찬에 관한 교설에서 그리스도의 몸과 피를 떡과 포도주 아래 두고, 성물인 떡과 포도주는 도장(siggel)으로 그 아래 참된 그리스도의 몸과 피가 있는 것과 같다고 하여 성례는 본체의 표징이라고 했다.
둘째, 교회의 바벨론 포로 에서는 로마교회의 화체설을 반대하고 성찬의 결정적 요소는 신앙이라고 했다. 성찬은 약속이며, 성찬의 은혜에 도달하는 것은 인간의 행위와 공로에 의해서가 아니라 신앙에 의해서라고 했다. 또 하나님이 주신 약속은 첫째가 하나님의 말씀이고,
둘째가 우리의 신앙이며, 세째가 사랑이라고 했다.
세째, 말부룩 회담이후에 성찬에 관한 루터의 견해는 공재설로 형성되었다. 또한 그는 쯔빙글리의 견해에 반박했는데, ① 떡과 포도주는 그리스도의 몸과 피를 표상한다는 것과 ② 이것은 내 몸이다를 이것은 내 영적 몸이다 라고 생각하는 것에 반박했다.
루터는 그리스도께서는 모든 사람의 죄를 사하시기 위하여 피를 흘리셨기 때문에 평신도들의 죄를 사하시기 위하여서도 피를 흘리셨던 것이라고 했다. 그러므로 루터는 성만찬에서 평신도를 제외시키는 행위는 사악한 행위라고 하였으며, 그러한 권한은 천사에게도 없고 교황
이나 공의회의 권한에도 없다고 주장하였다.
이처럼 루터는 평신도들의 성만찬 참여를 강력히 주장하였고, 성만찬에 참여할 수 있는 평신도들의 권리는 교황이나 공의회의 사제가 빼앗을 수 없는 것임을 역설하였다.

## 두 왕국
루터의 두 왕국사상은 근본적으로 오캄의 유명론에 근거한 것으로 학자들이 말한다. 다소 이원론적인 관점이며 이런 관점은 그의 문화권에서  나타난다. 특히 리차드 니버의 문화 유형론의 분류에서 루터의 두 왕국사상은 역설적인 모형이다.

## 같이 보기
- 종교 개혁
- 마르틴 루터
- 장 칼뱅의 신학
- 율법과 복음

## 추가 자료
- Althaus, Paul. The theology of Martin Luther (1966) 464 pages
- Bagchi, David, and David C. Steinmetz, eds. The Cambridge Companion to Reformation Theology (2004) 289 pp.
- Bayer, Oswald, Martin Luther's Theology: A Contemporary Interpretation (2008) 354 pages
- Brendler,  Gerhard. Martin Luther: theology and revolution (1991)  383 pages
- Gerrish,  B. A. Grace and Reason: A Study in the Theology of Luther (2005) 188 pages
- Kolb, Robert. Bound Choice, Election, and Wittenberg Theological Method: From Martin Luther to the Formula of Concord. (2005) 382 pp.
- Kramm,  H. H. The Theology of Martin Luther (2009)  152 pages
- Lehninger, Paul. Luther and theosis: deification in the theology of Martin Luther (1999) 388 pages
- McKim, Donald K., ed.   The Cambridge companion to Martin Luther (2003) 320 pages
- Osborne, Thomas M. "Faith, Philosophy, and the Nominalist Background to Luther's Defense of the Real Presence," Journal of the History of Ideas, Volume 63, Number 1, January 2002, pp. 63–82
- Paulson, Steven D., Luther for Armchair Theologians (2004) 208 pages
- Trigg,  Jonathan D. Baptism in the theology of Martin Luther (2001) 234 pages
- Wengert,  Timothy J. The Pastoral Luther: Essays on Martin Luther's Practical Theology (2009) 380 pages
- Zachman,  Randall C. The Assurance Of Faith: Conscience In The Theology Of Martin Luther And John Calvin (2005), 272pp